# Биберштайн
Биберштайн (нем. Biberstein) — коммуна в Швейцарии, в кантоне Аргау.
Входит в состав округа Арау. Население коммуны составляет 1644 человека (31 декабря 2023). Официальный код — 4002.

## География
Биберштайн расположен на северном берегу реки Аре. Город находится в 17 минутах езды на автобусе от центра Арау. Площадь Биберштайна по состоянию на 2006 год составляла 4,1 км2. 34,8 % земли используется в сельскохозяйственных целях, в то время как 50,6 % покрыто лесами, 10 % заселено, а остальную часть (4,6 %) составляют реки и озёра.

## История
Согласно археологическим свидетельствам, район Биберштайна был заселён, по крайней мере, с VI века. Во время исследований были открыты могила, вырезанная в окружающем туфе, могилы Алеманнов и спата.
Деревня впервые упоминается в 1280 году. В 2005 году Биберштайн отметил своё 725-летие.

## Демография
Население составляет 1588 человек (на 31 декабря 2020 года). По состоянию на 2008 год 10,2 % населения составляли иностранные граждане. За последние 10 лет численность населения выросла на 24,1 %. Большая часть населения (по состоянию на 2000 год) говорит на немецком языке (94,7 %), при этом английский язык является вторым по распространённости (1,0 %), а албанский — третьим (0,8 %).

## Фотографии

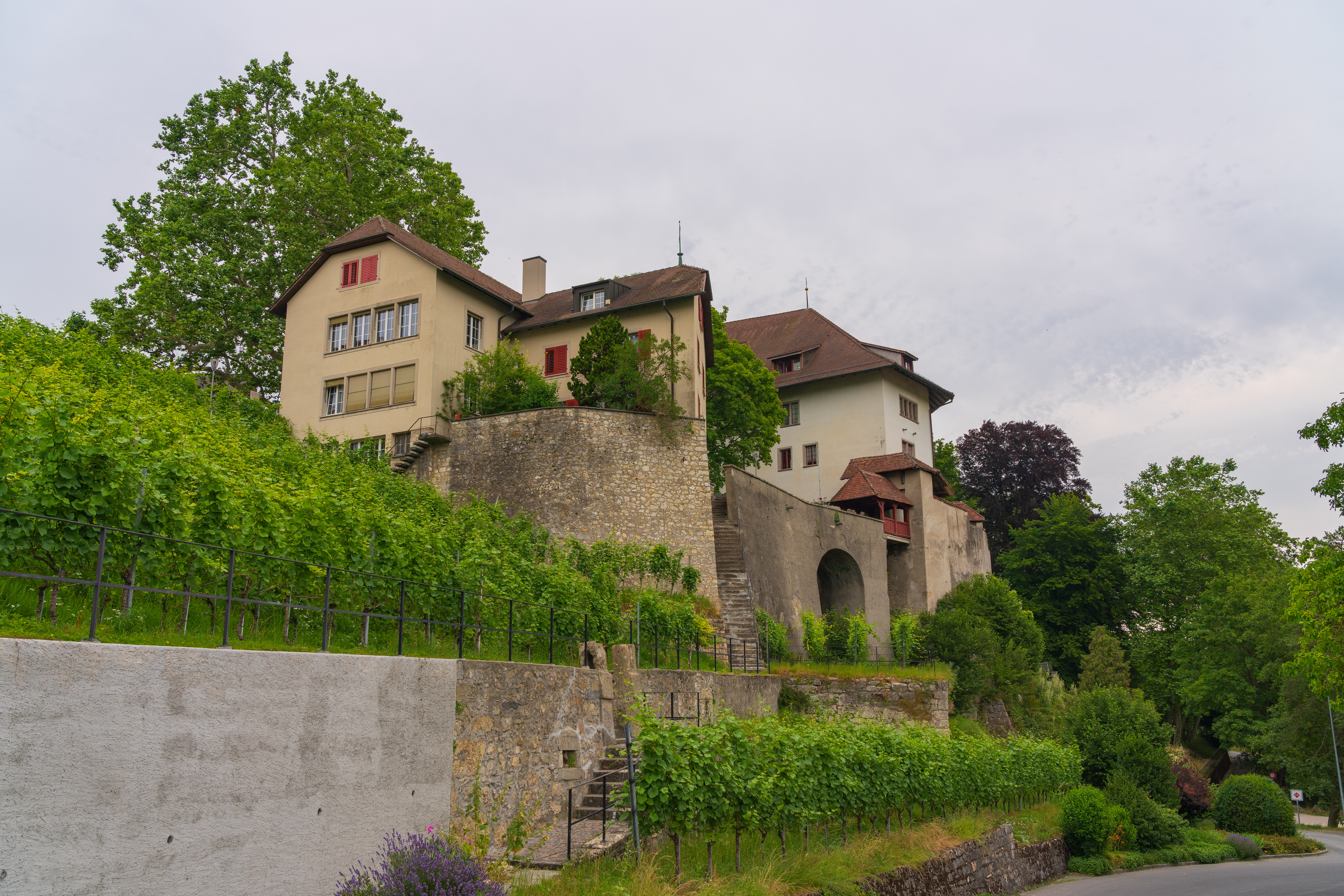
Замок Биберштайн
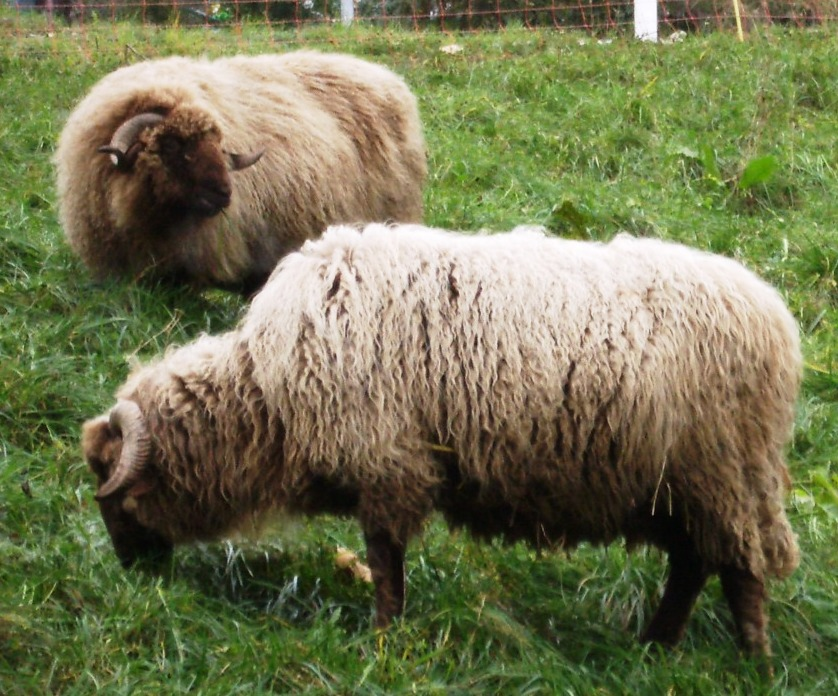
Овцы у замка
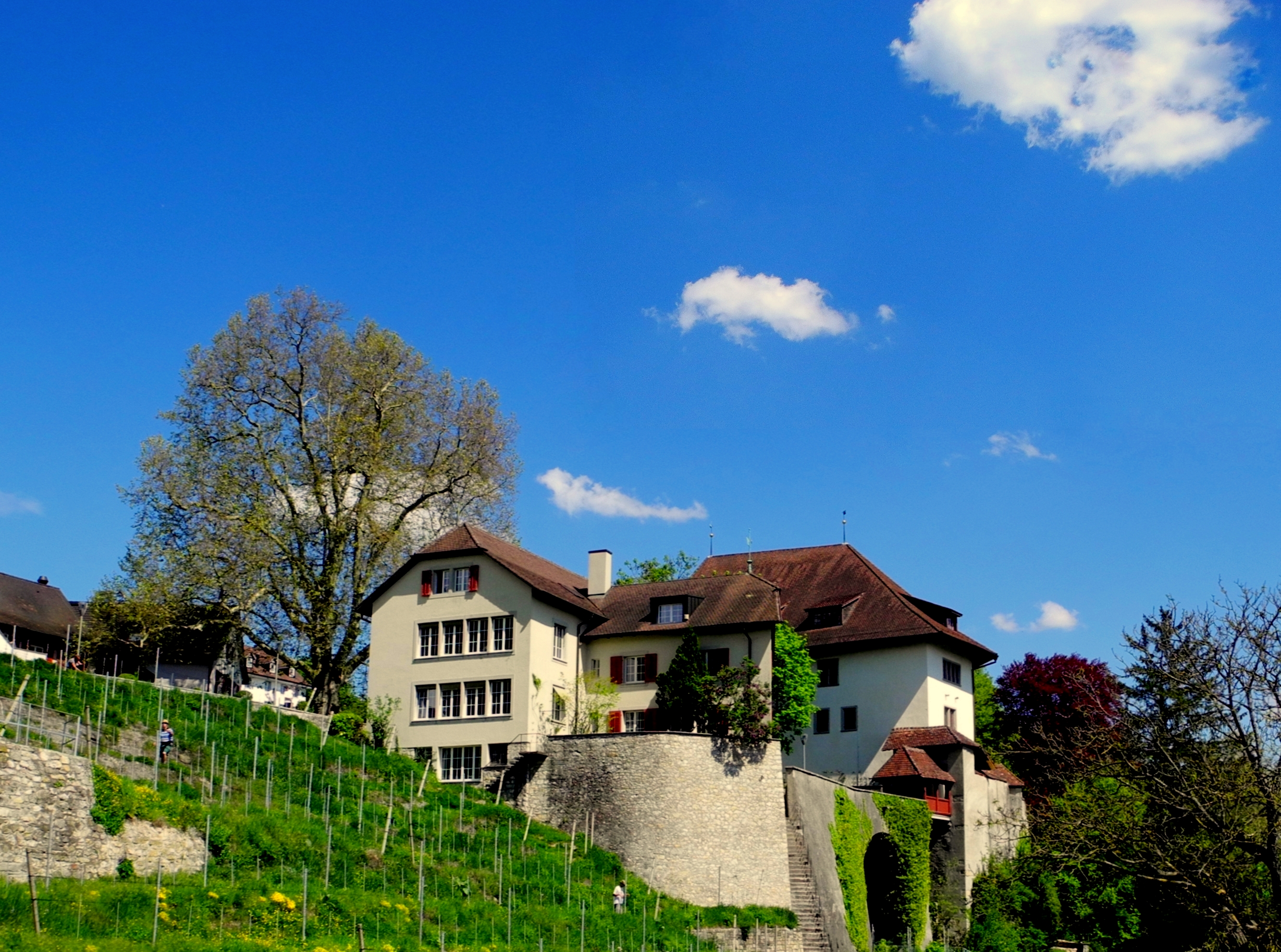
Старая мельница